# ديفيد بارد
ديفيد بارد هو سياسي أمريكي، ولد في 1744 في مقاطعة أدمز في الولايات المتحدة، وتوفي في 12 مارس 1815. انتخب عضو مجلس النواب الأمريكي ‏.